# Р̄
Cette page contient des caractères spéciaux ou non latins. S’ils s’affichent mal (▯, ?, etc.), consultez la page d’aide Unicode.
Ne doit pas être confondu avec la lettre latine P macron ‹ P̄ p̄ ›.
Р̄ (minuscule : р̄), appelé er macron, est une lettre additionnelle de l’alphabet cyrillique utilisée dans certaines translittérations ou transcriptions phonétiques. Elle est composée du er ‹ Р › diacrité d’un macron.

## Utilisations
Le macron est utilisé avec les lettres de consonnes par certains auteurs dans la transcription scientifique cyrillique pour représenter les consonnes longues ou géminées, l’er macron ‹ р̄ › représentant une consonne roulée alvéolaire voisée géminée [rː].
Dans la translittération de la devanagari hindi avec l’alphabet cyrillique, la Direction centrale du hindi (en) utilise l’er macron ‹ р̄ › pour translittérer le ṛa ‹ ड़ ›. Le dé macron souscrit ‹ д̱ › est utilisé à sa place dans certains de ses ouvrages.

## Représentation informatique
L’er macron peut être représenté avec les caractères Unicode suivants :
- décomposé (cyrillique, diacritiques) :

| formes    | représentations | chaînes de caractères | points de code | descriptions                                      |
| --------- | --------------- | --------------------- | -------------- | ------------------------------------------------- |
| capitale  | Р̄               | Р◌̄                    | U+0420 U+0304  | lettre majuscule cyrillique er diacritique macron |
| minuscule | р̄               | р◌̄                    | U+0440 U+0304  | lettre minuscule cyrillique er diacritique macron |